# Episodi di Emerald City
La prima e unica stagione della miniserie televisiva Emerald City, composta da 10 episodi, è andata in onda negli Stati Uniti d'America sul canale NBC dal 6 gennaio al 3 marzo 2017. Il 16 dicembre 2016 è stato trasmesso uno speciale intitolato Oz Reimagined: The Making of Emerald City, che illustra i dietro le quinte della serie, interviste comprese.
In Italia la serie è stata interamente pubblicata su Prime Video il 1º maggio 2018, in lingua originale e con i sottotitoli.
| nº | Titolo                    | Prima TV USA     | Pubblicazione Italia |
| -- | ------------------------- | ---------------- | -------------------- |
| 1  | The Beast Forever         | 6 gennaio 2017   | 1º maggio 2018       |
| 2  | Prison of the Abject      | 6 gennaio 2017   | 1º maggio 2018       |
| 3  | Mistress - New - Mistress | 13 gennaio 2017  | 1º maggio 2018       |
| 4  | Science and Magic         | 20 gennaio 2017  | 1º maggio 2018       |
| 5  | Everybody Lies            | 27 gennaio 2017  | 1º maggio 2018       |
| 6  | Beautiful Wickedness      | 3 febbraio 2017  | 1º maggio 2018       |
| 7  | They Came First           | 10 febbraio 2017 | 1º maggio 2018       |
| 8  | Lions in Winter           | 17 febbraio 2017 | 1º maggio 2018       |
| 9  | The Villain That's Become | 24 febbraio 2017 | 1º maggio 2018       |
| 10 | No Place Like Home        | 3 marzo 2017     | 1º maggio 2018       |

## The Beast Forever
- Diretto da: Tarsem Singh
- Soggetto di: Matthew Arnold e Josh Friedman
- Scritto da: Matthew Arnold e Josh Friedman

### Trama
Dorothy Gale è un'infermiera ventenne che lavora in un ospedale di Lucas (cittadina nel Kansas) e non ha mai conosciuto sua madre Karen Chapman, che l'ha lasciata alle cure degli zii quando era appena neonata. Quando ha finalmente l'opportunità di incontrarla, Dorothy viene sorpresa da una violenta tempesta. Nel camper di Karen trova un poliziotto morto, mentre scopre la donna, ferita e sanguinante, in un rifugio sotterraneo, che le dice di scappare. Per proteggersi dalla tempesta, Dorothy entra in un'automobile della polizia, dentro cui si trova anche un cane dell'unità cinofila, ma viene comunque travolta da un tornado.
Dorothy si risveglia in un bosco innevato e scopre il corpo di una donna, probabilmente investita dal veicolo. La ragazza viene trovata da alcuni membri della tribù dei Munchkin e portata al loro villaggio, dove viene torturata perché creduta una strega: infatti solo una strega, oppure una creatura misteriosa e feroce chiamata Bestia Eterna, può ucciderne un'altra. Il capo Ojo spiega alla giovane che ha ucciso la Strega dell'Est, e che per questo crimine dovrà risponderne, oltre che alle streghe del Nord e dell'Ovest, anche al Mago. Intanto quest'ultimo, governatore del Paese di Oz, viene informato riguardo alla morte della strega dalle componenti dell'Alto Consiglio; dalla registrazione del drone-scimmia, il Mago nota l'automobile nella quale Dorothy si era riparata (ritenuta da una delle affiliate il Primo Segno del ritorno della Bestia Eterna), e ordina alla guardia Eamonn di rintracciare l'intruso e, nel caso fosse ancora vivo, di ucciderlo per impedirgli di raggiungere la Città di Smeraldo.
Ojo accompagna Dorothy al confine delle loro terre; durante il tragitto le racconta che la Bestia Eterna assume molteplici e terribili forme, e che in passato è stata fermata dal Mago grazie a enormi statue chiamate Giganti di Pietra, le quali formarono una barriera attorno alla Città di Smeraldo per impedire alla creatura di inondare il loro mondo. Attraversano la Prigione degli Abietti, destinata a chi infrange il divieto di usare la magia, dove si trova anche la moglie di Ojo; l'uomo è grato a Dorothy perché ha ucciso East, che ne era l'ideatrice, ma che forse era anche l'unica a poter liberare i prigionieri. Una volta usciti, Ojo le dice di seguire il Sentiero Dorato (formato da polline di papavero da oppio) che la condurrà alla Città di Smeraldo, dove potrà incontrare il Mago, scusarsi con lui e chiedergli di essere rimandata a casa. Nel frattempo, la Strega dell'Ovest incontra il Mago: la donna, dipendente dall'oppio e diventata tenutaria di un bordello da quando egli ha bandito l'uso della magia, non crede alla predizione sulla venuta della Bestia Eterna.
Dorothy, insieme al cane-poliziotto che ha chiamato Toto (che nella lingua dei Munchkin significa proprio «cane»), passa per un villaggio che ha subìto un brutale attacco: l'unico sopravvissuto è un uomo legato a una croce che ha perso la memoria. Dato che l'uomo non si ricorda il suo nome, dopo averlo liberato Dorothy decide di chiamarlo Lucas. Insieme proseguono il viaggio e s'imbattono in East, in realtà sopravvissuta, che li tortura con delle visioni; tuttavia, Dorothy riesce a ingannarla inducendola a spararsi con la pistola che la strega, non sapendo cosa fosse, aveva estratto del suo zaino. Prima di ripartire, Dorothy si accorge che i guanti con rubini della strega si sono materializzati sulle sue mani.
- Ascolti USA: telespettatori 4 490 000 – share 1%[4].

## Prison of the Abject
- Diretto da: Tarsem Singh
- Soggetto di: Matthew Arnold e Josh Friedman
- Scritto da: Justin Doble e David Schulner

### Trama
Il Mago racconta al popolo che i sovrani Pastoria tentarono di sconfiggere la Bestia Eterna, ma fallirono e morirono, e che non fosse stato per lui anche la Città di Smeraldo sarebbe caduta ai piedi della creatura: sarà lui a proteggerli sia dalla Bestia Eterna che dalla magia proibita che infesta i boschi del regno. Eamonn conduce i suoi subordinati alla Prigione degli Abietti, ma ne elimina uno quando questi tenta di ucciderlo in modo che possano tornare a casa. Il corpo di East viene adagiato nel tempio sacro, eccezionalmente riaperto dal Mago, e conservato grazie a un rituale di West e Glinda (le ultime due Streghe dei punti cardinali); la cerimonia viene aperta al pubblico, che però ne rimane talmente traumatizzato da cambiare la loro opinione verso le streghe, fino ad allora molto rispettate.
Lucas soffre di emorragia e Dorothy lo porta dalla strega speziale Mombi, incontrata per caso durante il tragitto. Ella accetta di ospitarli dopo aver riconosciuto la particolare spada che Lucas ha con sé (poiché l'arma appartiene ai membri della Guarnigione del Mago, persecutori dei praticanti di magia), poi racconta di essere a conoscenza della crudeltà che le guardie hanno inflitto agli abitanti di Nimbo e di essere convinta che l'amnesia di Lucas sia la giusta punizione. Mentre Mombi raccoglie delle erbe, Dorothy scopre in una stanza l'adolescente Tip, lì rinchiuso dalla strega che sostiene di averlo fatto per il suo bene dato che vuole proteggerlo. Successivamente Mombi tenta di avvelenare Lucas, e la notte stessa Dorothy libera il ragazzo insieme a Jack, un suo amico coetaneo. Scoperto il fatto, Mombi cerca di uccidere Dorothy, ma tuttavia viene colpita con la spada e picchiata da Lucas, scioccando la ragazza. Il giorno successivo, Jack scopre che Tip si è misteriosamente trasformato in una ragazza.
- Ascolti USA: telespettatori 4 490 000 – share 1%[4].

## Mistress - New - Mistress
- Diretto da: Tarsem Singh
- Soggetto di: Justin Doble e Nichole Beattie
- Scritto da: Justin Doble e David Schulner

### Trama
Dorothy e Lucas si fanno dare un passaggio dalla carovana di un circo, che viene fermata da Eamonn; Toto esce dall'ultima carrozza e Dorothy rischia di farsi scoprire nel cercarlo, ma Lucas la nasconde dietro alcuni arbusti. I due capiscono che il Mago la vuole morta, perciò interrompono il viaggio verso la Città di Smeraldo e si dirigono invece al castello di East, la quale manipolava le condizioni atmosferiche; Dorothy spera di dominare un tornado che la riporti a casa, così finge di essere la discepola della strega e le viene chiesto dal guardiano di usare i suoi guanti magici (chiamati Elementi) per fermare il tempo fuori controllo. Dorothy viene risucchiata dal tornado e atterra in un bosco dove trova il camice da laboratorio di Karen, rivelando che la donna è già stata a Oz. Dorothy fa appena in tempo a tornare indietro e a scappare con Lucas e Toto, che parte del castello viene distrutto dal tornado.
Alla Città di Smeraldo tre streghe si suicidano in pubblico, forse a causa della predizione sulla Bestia Eterna. Il Mago, dopo aver avuto una discussione con West che ha scosso profondamente la sua nuova consigliera Anna, conforta quest'ultima, le rivela di chiamarsi Frank Morgan e insiste sul fatto che il passato di sua madre, che era una prostituta nel bordello della strega, non la definisce. West rivela al Mago che in realtà è contenta che lui abbia bandito la magia poiché è ancora disperata per la morte di tantissime streghe che, nonostante i loro poteri, sono perite combattendo contro la Bestia Eterna. Quella notte Anna affronta il Mago sostenendo che in realtà lui non ha mai controllato i Giganti di Pietra, la cui magia sarebbe rinchiusa nella Prigione degli Abietti; a causa di ciò, il Mago la rinchiude in una cella.
Tip e Jack viaggiano nel Paese di Ev in cerca di medicine per far tornare Tip come prima, ma un medico spiega loro che in realtà la medicina che Tip assumeva stava sopprimendo il suo vero sesso, e che quindi è veramente nata femmina. Più tardi Jack, mentre consola Tip, le mostra un pugnale di smeraldi che aveva rubato a Mombi e che vuole rivendere. Improvvisamente il ragazzo la bacia, e Tip lo spinge con rabbia facendolo cadere accidentalmente oltre una ringhiera.
- Ascolti USA: telespettatori 3 220 000 – share 0,8%[5].

## Science and Magic
- Diretto da': Tarsem Singh
- Soggetto di: Sheri Holman
- Scritto da: Shaun Cassidy

### Trama
Tip, distrutta per aver apparentemente ucciso Jack, pensa al suicidio, ma un capitano di guardia la porta alla casa di Glinda. Qui le viene offerta una scelta: unirsi alle ragazze che Glinda alleva in un orfanotrofio e che sono destinate all'Alto Consiglio, oppure unirsi alle prostitute di West. Tip sceglie Wes per lavorare solo come serva, ed esclusivamente perché spera che con la magia possa farle riottenere l'aspetto precedente. Nel frattempo, Jack si risveglia in un laboratorio dove la scienziata Jane Andrews, che si occupa di progetti speciali per l'Esercito Reale, lo salva dalla morte sostituendo alcune parti del suo corpo con delle componenti meccaniche. Rimasto solo, Jack incontra una donna mascherata che lo prende scherzosamente in giro, e che successivamente scopre trattarsi dell'eccentrica principessa Langwidere, diventata la sua padrona.
I soldati della Guarnigione del Mago, mentre sistemano la zona del massacro di Nimbo e vengono osservati dai cittadini sopravvissuti, scoprono una strana luce blu scintillante e vorticosa. Il Mago viene chiamato a indagare e porta con sé Anna, la quale afferma di aver esaminato ulteriormente la predizione sulla Bestia Eterna e crede che questa volta sarà molto diversa. Quando Anna si avvicina al fascio luminoso, esso esplode facendola svenire. Minacciando la figlia del cittadino più anziano, il Mago lo convince a rivolgersi ai cittadini dicendo che dovrebbero riporre la loro fiducia nella scienza, non nella magia.
Dorothy e Lucas incontrano una bambina apparentemente sorda (in realtà ha dei tappi alle orecchie poiché molto sensibile ai suoni) mentre attraversano una foresta. I due la portano in un villaggio vicino dove viene presa da una coppia; Dorothy, non credendo che siano i suoi veri genitori, chiede di vedere la loro casa, ma non fa in tempo a entrare che Lucas la porta via perché Eamonn e i suoi soldati stanno pattugliando la zona. Più tardi Dorothy rincontra casualmente la bambina spaventata, Sylvie, scoprendo che con il suo sguardo ha pietrificato la coppia. Dopo aver sparato a Eamonn (che ha riconosciuto Lucas, chiamandolo però Roan), Dorothy e Lucas fuggono in un bosco con Sylvie, e si scambiano un bacio. Il giorno successivo Lucas e Sylvie vengono trovati da Eamonn, e Dorothy viene colpita da un proiettile di legno scagliato da Ojo.
- Ascolti USA: telespettatori 2 830 000 – share 0,7%[6].

## Everybody Lies
- Diretto da: Tarsem Singh
- Soggetto di: Halley Gross
- Scritto da: Naomi Iizuka

### Trama
Ojo consegna Dorothy a West perché quest'ultima gli ha promesso, in cambio, di liberare sua moglie Nahara dalla Prigione degli Abietti. La strega vuole vendicare la morte della sorella e interroga Dorothy torturandola con la magia; quando gli Elementi si materializzano sulle mani di Dorothy, West cerca di sottrarglieli ma rimane ferita. West si trasforma in Karen e inganna Dorothy, capendo che East voleva metterla in guardia su Glinda. Inizialmente Tip, diventata la servitrice di West, riconosce Dorothy ma si rifiuta di aiutarla perché la incolpa per quello che le è capitato, ma infine la aiuta a scappare essendosi pentita per quello che è successo a Mombi.
Eamonn conferma a Lucas di conoscerlo, che era il suo miglior soldato e che è disposto a riabilitare il suo nome: Roan (il suo vero nome) è infatti considerato un traditore e un assassino per aver ucciso dieci soldati durante la distruzione di Nimbo; Eamonn, che non ritiene Roan capace di una simile azione, crolla a causa della ferita inflittagli da Dorothy. Più tardi, Sylvie dice a Lucas che sa che Dorothy è in città. Il Mago chiede aiuto dal Paese di Ev per usare le loro risorse militari e combattere la Bestia Eterna. Re August è un uomo anziano e malato, e in verità è sua figlia Langwidere, socialmente goffa e cinica, la regnante effettiva. Quando la Città di Smeraldo organizza un festival, Langwidere, che non ha mai avuto amici, chiede a Jack di farle da accompagnatore; quando vengono sorpresi da alcuni malviventi, Jack li mette tutti al tappeto grazie al suo corpo metallico, Langwidere lo ringrazia e si baciano.
Lucas viene messo alle strette da alcuni soldati della Guarnigione, ma li uccide tutti tranne uno, Toby; quest'ultimo spiega a Lucas che è stato lui a pugnalarlo a Nimbo durante la sua follia omicida, quando uccise dieci soldati perché non voleva che controllassero il suo carro. Allarmato da questo suo lato violento, Lucas si arrende e fa promettere a Sylvie di non usare la magia, quindi la manda in un tunnel dove viene ritrovata da Toto. Dorothy ruba una maschera da coniglio e s'introduce nel palazzo del Mago, che le domanda se è venuta per ucciderlo; quando lei gli chiede di Karen, lui la chiama per nome e la accoglie dicendole che finalmente è tornata a casa.
- Ascolti USA: telespettatori 2 790 000 – share 0,6%[7].

## Beautiful Wickedness
- Regia di: Tarsem Singh
- Soggetto di: Leah Fong
- Scritto da: Kelly Sue DeConnick

### Trama
Topeka, 1996. Frank Morgan lavora al Vortex Research Laboratory insieme agli scienziati Karen, Jane e Roberto, che stanno studiando un metodo per generare energia eolica pulita (anche se Frank è più un subalterno che un membro effettivo della squadra, e Karen sembra essere l'unica a trattarlo con gentilezza e rispetto). Durante l'esperimento qualcosa va storto e Roberto viene colpito mortalmente alla testa quando tenta di spegnere manualmente la camera del vortice; Karen e Jane accorrono in suo soccorso, mentre Frank osserva affascinato ciò che hanno creato. Vengono trasportati a Oz e s'imbattono nella tribù dei Munchkin e in East, che è molto arrabbiata perché la loro venuta ha causato un effetto a catena e l'unico modo per fermare ciò che sta accadendo è tornare indietro; Frank non vuole e rivela di aver negato l'accesso al computer di Jane per impedirle di distruggere la macchina, ed è arrabbiato con lei perché non gli presta la dovuta considerazione. Anche a Oz, però, Frank si sente messo da parte a causa della magia.
Eamonn interroga Lucas per sapere cosa è realmente accaduto a Nimbo; sebbene la memoria dell'uomo sia è intatta, è sigillata da un incantesimo. West riesce ad aggirarlo grazie a Dorothy, che si offre volontaria come "tramite": si scopre così che Lucas stava trasportando un carro carico di streghe bambine per conto di Glinda, che sta costruendo un esercito contro il Mago con l'aiuto della Strega Madre. Dorothy consola Lucas, asserendo che anche se ha ucciso dei soldati lo ha fatto per proteggere quelle bambine, rischiando la sua vita per loro. Tip rincontra casualmente Jack, ma il ragazzo è molto arrabbiato e non vuole saperne di lei e, seppur controvoglia, su suggerimento di Langwidere, le mostra gli innesti di metallo. Il Mago mostra a Langwidere un proiettile e la esorta a farne produrre ingenti quantità: metà serviranno per fortificare le difese, metà per sconfiggere la Bestia Eterna; distratta dal padre malato, Langwidere risponde che ne riparleranno se lui le porterà una pistola.
West è furiosa perché Glinda le aveva detto che loro madre era morta, e avverte il Mago della congiura. Lui si rende conto che le affiliate dell'Alto Consiglio sono spie di Glinda, dunque ordina a Eamonn e ai suoi soldati di trovare la strega bambina che era insieme a Lucas. Dopo che Lucas viene liberato dalla consigliera Elizabeth per conto di Glinda, Eamonn consegna Sylvie a Dorothy, e quest'ultima dice alla bambina di rimanere nascosta con Toto mentre lei va a cercare aiuto per superare le altre guardie del Mago. Proprio il Mago rivela a Dorothy che suo padre era Roberto, un uomo brillante e gentile che lui ha cercato inutilmente di salvare nell'incidente che li ha portati lì, ma Dorothy lo ritiene un bugiardo e gli dice che se lascerà andare la bambina al sicuro a nord, anche per lui non ci saranno problemi. Il Mago le fa vedere una camera a vortice simile a quella che lo spedì a Oz e che può riportare Dorothy a casa, ma afferma che se è tornata a Oz, dove è nata, è perché il suo destino è salvarli e fermare la guerra che Glinda sta scatenando. Dorothy gli risponde che dovrebbe usare il potere dei Giganti di Pietra, ma il Mago sostiene che il loro potere è sigillato nella Prigione degli Abietti, e le dice di uccidere Glinda con la sua pistola.
Lucas e Dorothy salgono sul carro con Sylvie. Elizabeth rivela ad Anna che le consigliere servono a Glinda per carpire i segreti del Mago, e che una volta scoperti lui non sarà più di alcuna utilità; il Mago osserva le osserva discutere, pensando erroneamente che anche Anna lo stia tradendo. Eamonn informa il suo capo che il carro non verrà fermato e dice al Mago che ripone troppa fiducia a Dorothy, ma lui crede che proprio Dorothy fermerà Glinda. Langwidere, sconvolta per la morte di suo padre, che è stato pietrificato accidentalmente da Sylvie, intende lasciare la Città di Smeraldo e medita vendetta. Il Mago però le risponde che il suo vero nemico è Glinda, poi le mostra una pistola, arma abbastanza potente da uccidere una strega e la Bestia Eterna; improvvisamente spara ad Anna e ordina la fabbricazione delle pistole per estinguere la magia da Oz.
- Ascolti USA: telespettatori 2 420 000 – share 0,6%[8].

## They Came First
- Diretto da: Tarsem Singh
- Scritto da: Tracy Bellomo

### Trama
Durante una sosta Sylvie rischia di essere attaccata dai lupi, ma grazie agli Elementi Dorothy la salva e il gruppo si ferma in un capanno. Dopo una notte d'amore, Dorothy rivela a Jack di aver stretto un patto col Mago: se fermerà Glinda, lui la riporterà a casa. Lucas pensa che lei faccia così perché ha paura di essere abbandonata da loro come fece sua madre, e all'improvviso il capanno inizia a capovolgersi: è stata Sylvie, che li ha sentiti litigare e non vuole che Dorothy se ne vada. Allora la ragazza le propone di tornare in Kansas insieme a lei e Lucas.
Il Mago fa catturare le bambine della città e chiede a West di verificare se fra loro ci sono streghe infiltrate, giocando sul suo senso di colpa per aver inviato molte streghe a combattere contro la Bestia Eterna; se dovesse trovarne, West chiede di prenderle in cura con la promessa di proteggerle qualsiasi cosa affronteranno. Nessuna delle bambine prese sembra essere una strega, ma le guardie continuano a cercare e ne trovano una che provoca un'esplosione e viene recuperata da West. Il Mago chiede una carrozza di ferro per portarla via, insistendo sul fatto che deve proteggere la sua gente, ma West usa la sua magia per creare una voragine e intrappolare la bambina al suo interno. Il Mago restituisce le bambine alle loro famiglie, ammette di non poter controllare la magia e ribadisce che deve essere eliminata, indicando le streghe come la vera Bestia Eterna. Un flashback mostra come Elizabeth supplicò il Mago di risparmiare le altre consigliere dicendogli di essere lei l'unica spia di Glinda, inutilmente. West porta la bambina strega altrove e le dà la morte per alleviare le sue sofferenze, dopodiché, notando il pugnale di smeraldi di Tip, le rivela che esso appartiene alla famiglia reale Pastoria, che il re aveva donato alla figlia neonata Ozma, erede al trono della Città di Smeraldo.
In seguito a una discussione con Jack, Langwidere lo abbandona in una foresta, ma dopo qualche ora torna a riprenderlo e gli rimuove la ruggine con dell'olio per carrozze. Tornati al castello reale, Langwidere si rattrista al pensiero di suo padre e chiede a Jack di rimanere, confidandogli che solo suo padre conosceva il suo volto; poco dopo finiscono a letto. Una volta raggiunto il castello di Glinda, la strega ringrazia Dorothy per averle restituito Lucas, ossia Roan, e Sylvie. Glinda bacia Roan, che viene colto alla sprovvista, ma quando apparentemente gli ritorna la memoria le restituisce il bacio. Roan dichiara di tornare a combattere contro il Mago, e chiede clemenza per Dorothy benché sia stata mandata dal Mago per ucciderla.
- Ascolti USA: telespettatori 2 340 000 – share 0,6%[9].

## Lions in Winter
- Diretto da: Tarsem Singh
- Scritto da: Shaun Cassidy

### Trama
West rivela a Tip che quando il Mago sconfisse la Bestia Eterna, consolidò il suo potere uccidendo Re Samuel e Regina Katherine: Tip in realtà è la principessa Ozma, il cui nome significa «leader di Oz». West porta Ozma nella cripta del tempio sacro, di cui nemmeno il Mago è a conoscenza, e la convince a bere l'essenza magica di East, facendole avere una visione dei suoi genitori in fuga, purtroppo uccisi da un soldato mascherato da leone. Ozma sviene e West la crede morta.
Dorothy scopre da una prigioniera incinta (ex consigliera che ha infranto il voto di castità) che Glinda e Roan sono sposati, e che lei considera lo spietato Mago la vera Bestia Eterna. Roan non ha dimenticato quello che c'è stato tra lui e Dorothy, ma intende rimanere fedele a Glinda. Quest'ultima mostra Sylvie, il cui vero nome è Leith, alle altre allieve. Al parto della prigioniera, che viene assistita da Dorothy, giunge anche Roan, ma Glinda, infastidita dalla loro complicità, gli ordina di lasciarle sole. Glinda mostra a Dorothy come le allieve più grandi, andando oltre le proprie capacità, si siano fortemente indebolite: una strega può usare pieni poteri solo una volta raggiunta la maggiore età. Glinda risparmierà Dorothy solo se lei riuscirà a far recuperare le energie alle sue allieve. West arriva al castello e perdona Glinda per averle mentito su loro madre, ma ora ha bisogno di lei; Glinda le rivela che la Strega Madre la considerava tra tutte le figlie la sua legittima erede, ma non intende dirle dove si trova, e disprezza la sorella per quello che è diventata. Dorothy prova a uccidere Glinda con gli Elementi, ma viene fermata da Roan; capendo che il marito prova ancora dei sentimenti per Dorothy, quando lui le chiede di usare un incantesimo per fargliela dimenticare, Glinda gli ordina invece di ucciderla, altrimenti lo farà lei.
Jack visita Jane, scoprendo che sta per chiudere il laboratorio dato che il suo compito è stato revocato da Langwidere perché si è rifiutata di costruire le armi. Dopo averne discusso con Langwidere, Jack esce dal castello e vede arrivare il Mago. West è disperata e tenta il suicidio, ma viene salvata in tempo da Ozma.
- Ascolti USA: telespettatori 2 470 000 – share 0,6%[10].

## The Villain That's Become
- Diretto da: Tarsem Singh
- Scritto da: Tracy Bellomo

### Trama
Langwidere accetta l'oro portato dal Mago ma rifiuta di consegnare le armi, così il Mago la prende in ostaggio e le distrugge la maschera. Jack va da Jane affinché lo aiuti a salvarla; Jane e il Mago hanno un confronto dove lei afferma di sapere che è un truffatore e che l'ha tenuta in vita solo perché il suo lavoro gli è utile. Dato che il Mago non intende rinunciare alle armi, Jack chiede alla donna di dotarlo di un'arma. Purtroppo Jack colpisce alla testa proprio Langwidere, usata dal Mago come scudo; la porta da Jane, che gli spiega come anni prima la Bestia Eterna distrusse il regno uccidendo la famiglia reale tranne il Re: Jack non l'ha uccisa perché realtà Langwidere è già "morta", e Jane ha ricostruito le parti mancanti e fabbricato le maschere per nascondere il fatto che non invecchiasse. Jack è sconvolto e decide di affrontare personalmente il Mago.
Roan, seppur addolorato, sta per uccidere Dorothy come ordinatogli da Glinda. Toto lo morde permettendo alla ragazza di scappare per un breve tratto, ma Roan le mette le mani al collo; chiede alla ragazza di usare gli Elementi per fermarlo, ma Dorothy non lo vuole uccidere, e gli pianta un pugnale nella spalla, per poi legarlo come quando lo aveva incontrato la prima volta a Nimbo. Dorothy incontra Ojo, che non ha riavuto indietro la moglie Nahara come pattuito con West: alla ragazza serve la magia di Nahara per risvegliare i Giganti di Pietra e fermare Glinda. West e Ozma, che ha finalmente accettato la sua vera identità, liberano diverse prigioniere dalla Prigione degli Abietti. Dorothy, giunta lì con Ojo, trova solo malati e moribondi. Nahara non vorrebbe usare la magia dato che è stata imprigionata per questo, ma si fa convincere quando Dorothy le promette che porterà nel suo mondo anche il Mago, permettendo alla magia di essere nuovamente praticata. Pochi istanti prima che il Mago venga giustiziato, Dorothy giunge a Ev insieme a un Gigante di Pietra.
- Ascolti USA: telespettatori 2 360 000 – share 0,6%[11].

## No Place Like Home
- Diretto da: Tarsem Singh
- Scritto da: Josh Carleback e David Schulner

### Trama
Ozma, West e le streghe più anziane liberano la Città di Smeraldo. Eamonn si arrende e confessa di essere stato lui ad aver ucciso i genitori di Ozma per ordine del Mago, e che non è riuscito a uccidere lei perché gli ricordava sua figlia: osservandola si è sentito un assassino, un codardo. Ozma fa dimenticare ai suoi familiari la sua identità e lo condanna a vagare per Oz con una maschera da leone. Successivamente, Ozma viene incoronata Regina.
Jack e Jane si dirigono verso il campo del Mago per ucciderlo, ma lui li ferma rivelando che Dorothy, la figlia di Jane, è nelle vicinanze. Quando Glinda e il suo esercito attaccano quello del Mago, Dorothy lo blocca con gli Elementi e cerca di farla ragionare, affermando di avere dalla sua parte un Gigante di Pietra, ma Glinda fa usare a Leith il suo potere per distruggerlo. Gli uomini del Mago sparano alle giovani streghe di Glinda, ma le armi si rivelano inutili poiché solo una strega può uccidere un'altra strega. West convince Glinda che devono supportare Ozma, tornando all'equilibrio del passato.
Dorothy prova a convincere Frank a tornare a casa, ma lui rifiuta perché sente di non avere niente per cui tornare, e le rivela che sua madre non è Karen: lui la voleva morta, infatti aveva mandato i suoi uomini a ucciderla nel Kansas; pensava che sarebbe tornata a Oz per Jane. Frank cerca di aggredire Dorothy, ma Jane gli spara uccidendolo. Per rassicurare Dorothy di essere sua madre, Jane le dice che le aveva fatto tatuare cinque punti a forma di cerchio sotto il pollice. Madre e figlia azionano la camera del vortice, ma all'ultimo momento Jane rimane facendo appena in tempo a dirle che ha promesso di proteggerla.
Tornata a casa, Dorothy inizia a credere che tutto quello che è successo fosse solo un sogno. Improvvisamente un giorno appaiono Toto e Roan: quest'ultimo le dice che deve tornare a Oz per aiutare a combattere la rediviva Bestia Eterna, che si è rivelata essere l'uomo scorticato che Dorothy aveva liberato dalla Prigione degli Abietti, e che ha preso in ostaggio Jane.
- Ascolti USA: telespettatori 2 870 000 – share 0,7%[12].